# كلوديا باريت
كلوديا باريت (بالإنجليزية: Claudia Barrett) هي ممثلة أمريكية، ولدت في 3 نوفمبر 1929 بشيرمان أوكس في الولايات المتحدة.

## وصلات خارجية
- كلوديا باريت على موقع IMDb (الإنجليزية)
- كلوديا باريت على موقع ألو سيني (الفرنسية)
- كلوديا باريت على موقع أول موفي (الإنجليزية)
- كلوديا باريت على موقع قاعدة بيانات الأفلام السويدية (السويدية)
- كلوديا باريت على موقع قاعدة بيانات الفيلم (الإنجليزية)
- كلوديا باريت على موقع كينوبويسك (الروسية)